# Балджуван (Кушониёнский район)
Балджуван (тадж. Балҷувон) — село в Кушониёнском районе Хатлонской области Республики Таджикистан. Подчинен администрации джамоата посёлка Бохтариён.
Находится на расстоянии 17 км от райцентра (пгт. им. Исмоила Сомони) и 6 км до посёлка Бохтариён.
Население — 717 чел. (2017).